# Афшани, Мохаммад-Али
Мохаммад-Али Афшани (перс. سید محمدعلی افشانی‎; род. 1960, Дехдешт, провинция Кохгилуйе и Бойерахмед, Иран) — иранский политик, который был мэром Тегерана с мая по ноябрь 2018 года. Ранее он был губернатором провинции Фарс с 17 июля 2015 года по 13 сентября 2017 года.

## Губернатор Фарса
Сейед Мохаммад Али Афшани по решению Абдолрезы Рахмани-Фазли официально стал губернатором Фарса 17 июля 2015 года. Согласно этому назначению, 18 представителей провинции Фарс подали в отставку в знак протеста против выбора афшанцев.

## Мэр Тегерана
После отставки Мохаммада Али Наджафи, бывшего мэра Тегерана, он представил свои планы в виде 14 глав с девизом живого города, гражданина, участвующего в Тегеранском городском совете, и выиграл 23 мая 1997 года с 19 голосами от своего соперника, Сима Аллах Хоссейни Макарем варианты Тегеран мэр, избранный мэр городского Совета Тегеранского превзойдет.